# 2014 chez Disney
L'année 2014 pour la Walt Disney Company est marquée par plusieurs films frôlant ou dépassant le milliard de dollars au box office comme La Reine des neiges sorti fin 2013, Maléfique et Captain America : Le Soldat de l'hiver. L'entreprise achète Maker Studios et lance le programme Disney Accelerator mais ferme les stations de Radio Disney.

## Événements

### Janvier
- 3 janvier 2014, 
  - Marvel Comics annonce récupérer à partir de 2015 la licence Lucasfilm des publications Star Wars au détriment de Dark Horse[1]
  - la marque japonaise de lingerie Bellemaison lance une gamme de sous-vêtements pour adulte inspirée des princesses Disney[2],[3].
- 5 janvier 2014, Disney-ABC annonce le lancement d'un service de streaming associé aux émissions d'ABC Family nommé Watch ABC Family ainsi que l'application dédiée[4].
- 12 janvier 2014, la presse australienne dévoile un projet d'hôtel Disney à Sydney datant de 2007-2008, nommé Disney Wharf at Sydney Harbour sur le même concept que le Disney Aulani Resort[5]
- 13 janvier 2014, Walt Disney Theatrical Productions confirme l'adaptation en comédie musicale de La Reine des neiges[6].
- 14 janvier 2014, UTV Motion Pictures le studio de distribution Disney UTV annonce qu'il compte augmenter le nombre de films distribués en 2014 avec 26 productions dont 14 en Hindi et 7 américaines[7].
- 15 janvier 2014, le Sandcrawler Building, un bâtiment de 22 500 m2 dont la forme et le nom s'inspirent du Char des sables, est inauguré à Singapour et permet de regrouper sous un même toit Lucasfilm Animation Singapour, le centre de production Lucasfilm ouvert depuis 2005, une salle de spectacle de 100 places les filiales de Disney et ESPN[8],[9],[10],[11].
- 16 janvier 2014, Disney demande à la ville de Glendale une licence permanente de servir de l'alcool sur le Grand Central Creative Campus au lieu de faire une demande d'autorisation à chaque événement, en moyenne 35 par an[12].
- 17 janvier 2014, lancement en clair de la chaîne Disney Channel en Allemagne[13]
- 19 janvier 2014, Walt Disney Theatrical Productions annonce l'ajout du Roi Lion à la liste des spectacles en version pour enfants disponibles au travers de Music Theatre International[14].
- 21 janvier 2014, Shanghai Disney Resort dément les rumeurs de discussion avec Fosun International dans le but de construire un hôtel 4 étoiles dans le complexe de type Atlantis[15].
- 25 janvier 2014, Walt Disney Theatrical Productions annonce une nouvelle l'adaptation en comédie musicale du Bossu de Notre-Dame pour 2014[16]
- 26 janvier 2014, La Reine des neiges dépasse le record du Roi lion (1994) avec 810 millions d'USD de recettes à l'international cumulant 347 millions aux États-Unis durant 10 semaines à l'affiche et 462 millions en dehors[17].
- 29 janvier 2014, le premier groupe de média malaisien Media Prima et Disney annoncent avoir renouvelé leur contrat de distribution de contenus Disney[18].
- 31 janvier 2014, Disney et le chinois YOU On Demand annoncent un contrat de vidéo et contenu à la demande sur le marché chinois[19].

### Février
- 1er février 2014, première de la comédie musicale Disney's Aladdin: The New Stage Musical produite par Walt Disney Theatrical Productions[20]
- 3 février 2014, 
  - Disney Interactive Media Group annonce la suppression de plusieurs centaines d'emplois principalement chez Playdom[21]
  - Disney annonce le lancement de Disney XD et Disney Junior en HD en Allemagne sur Teleclub[22]
- 7 février 2014, Stan Lee Media lance une nouvelle procédure double à l'encontre de Disney et d'une société théâtrale de Pennsylvanie déjà impliqués dans une procédure pour utilisation de personnages Disney Theatrical et Marvel[23]
- 9 février 2014, le site Punchbowl.com obtient une licence de la part de Disney pour des cartes de vœux avec des personnages Disney-Pixar dont les princesses, les Disney Fairies, Toy Story, Cars et les Muppets[24]
- 10 février 2014, Randy Garfield directeur et président de président de Walt Disney Travel Company depuis 1993 annonce son départ à la retraite en avril[25].
- 11 février 2014, la société Diece-Lisa propriétaire de la marque Lots-o'-Huggin Bear entame une procédure de violation de droits d'auteur contre Disney et l'usage du personnage Lotso dans Toy Story 3 (2010)[26],[27].
- 12 février 2014, Disney lance un programme nommé Disney Accelerator avec Techstars pour créer un incubateur de startups technologiques[28].
- 15 février 2014, Disney-ABC accorde un contrat d'exclusivité à Netflix pour la série Star Wars: The Clone Wars de Lucasfilm Animation et une sixième saison avant le lancement en 2015 des productions Marvel Television et en 2016 de la diffusion en streaming des studios Disney[29].
- 17 février 2014, Quickflix (équivalent australien de Netflix) annonce avoir signé des contrats de vidéo à la demande avec Disney-ABC, NBCUniversal et BBC Worldwide[30]
- 20 février 2014, 
  - Disney Vacation Club renouvelle son affiliation à RCI, filiale temps partagé de Wyndham Worldwide[31]
  - la société Harvest Power annonce avoir obtenu un contrat du Reedy Creek Improvement District pour construire une usine de méthanisation et produire de l'électricité à partir des déchets alimentaires du site de Disney World[32].
- 23 février 2014, Telefónica de Argentina signe un contrat de vidéo à la demande avec Disney-ABC[33]
- 24 février 2014, 
  - Disney annonce le lancement le 10 avril des chaînes Disney XD et Movies Disney sur le câble en Australie[34],[35].
  - Disney EMEA lance un défi aux agences de communication pour convaincre le Royaume-Uni de la contribution de Disney au monde britannique[36]
- 26 février 2014, 
  - Disney lance Disney Movies Anywhere aux États-Unis, un service gratuit de stockage de films de type cloud pour les films achetés sur support physique ou au travers d'une application mais uniquement compatible avec iOS[37],[38],[39].
  - Disney annonce un budget de 200 millions d'USD sur trois ans pour produire dans la région de New York quatre séries Marvel destinées à Netflix et coproduites par Marvel Television et ABC Studios[40]
- 27 février 2014, PepsiCo et son partenaire chinois Tingyi Holding annoncent un contrat pluriannuel pour distribuer les boissons du groupe dont le Pepsi au Shanghai Disney Resort[41],[42]
- 28 février 2014, Ouverture d'un Lego Store à Disney Village, Marne-la-Vallée[43]

### Mars
- 4 mars 2014, Disney et Dish annoncent un nouvel accord pour la distribution des chaînes dont Disney, ABC, ESPN et du contenu internet[44],[45]
- 6 mars 2014, 
  - Disney Interactive confirme la suppression de 700 postes soit 26 % des effectifs principalement dans les jeux sociaux et sur téléphones mobiles[46].
  - Disney Interactive ferme le studio Wideload Games[47].
  - Walt Disney Pictures annonce un partenariat de coproduction avec le chinois Shanghai Media Group[48]
  - Comcast achète la société FreeWheel pour 375 millions d'USD[49], dans lequel avait investi Steamboat Ventures
- 9 mars 2014, Disney Consumer Products accorde une licence à la société indienne Hero Cycles pour commercialiser des vélos pour enfants à l'effigie des personnages Disney et Marvel[50].
- 11 mars 2014, Anne Sweeney annonce son départ du poste de coprésidente de Disney Media Networks et présidente de  Disney-ABC Television Group pour janvier 2015[51].
- 16 mars 2014, Disney Channel lance la production de la mini-série Evermoor, première tournée au Royaume-Uni et destinée au marché américain et international[52]
- 18 mars 2014, Robert Iger annonce la mise en production de Cars 3 et Les Indestructibles 2[53].
- 24 mars 2014, 
  - Disney acquiert pour 500 millions de dollars le studio de chaînes YouTube Maker Studios[54],[55],[56].
  - Walt Disney Studios renouvelle son partenariat avec IMAX pour diffuser ses prochaines grosses production sous ce format dont les prochains Marvel et Lucasfilm[57].
- 26 mars 2014, 
  - Vodafone et la filiale interactive de Disney India signent un contrat de distribution de jeux et applications[58]
  - Sortie de Captain America : Le Soldat de l'hiver en France
- 28 mars 2014, Disney Channel signe un contrat avec Kabel Deutschland, filiale allemande de Vodafone pour distribuer la chaîne sur le câble et toucher 37,7 millions de foyers au lieu de 3 millions actuellement[59].
- 31 mars 2014, l'animatrice américaine Kerry Wilson dépose plainte contre Disney pour une bande-annonce de La Reine des Neiges qui reprend beaucoup d'éléments de son court métrage en 2D The Snowman présentant un bonhomme de neige et une reine se battant pour une carotte[60].

### Avril
- 1er avril 2014, ABC vends trois terrains de la 66e rue de New York, les 36, 38 et 40 situés à proximité de son siège social, au promoteur immobilier Megalith Capital Management pour 85 millions d'USD[61]
- 2 avril 2014, Disney pose la première pierre d'une quatrième blanchisserie, prévue pour 400 employés au printemps 2015 à proximité de l'ESPN Wide World of Sports[62].
- 4 avril 2014, Sortie nationale du film Captain America : Le Soldat de l'hiver aux États-Unis
- 7 avril 2014, Barbara Walters annonce son départ à la retraite après plus de 50 ans d'activité chez ABC[63]
- 10 avril 2014, à la suite de leur partenariat le mois précédent, Disney et Dish annonce le lancement de Disney Junior sur les bouquets de Dish[64]
- 14 avril 2014, Relativity Media fait une contre-offre pour l'achat de Maker Studios par Disney, mais l'offre est refusée[65],[66],[67]
- 15 avril 2014, Disney et Harmonix dévoilent de nouvelles chansons pour Fantasia: Music Evolved en plus des 30 connues[68].
- 16 avril 2014, Disney annonce une exposition et des spectacles de magie par Greg Wilson avant chaque diffusion du film Maléfique au El Capitan Theatre de Los Angeles du 29 mai au 17 juillet[69].
- 17 avril 2014, Lucasfilm annonce la parution chez Disney Publishing de quatre nouveaux romans sur Star Wars[70].
- 18 avril 2014, 
  - le studio Disney signe un contrat avec le groupe de média HSN pour promouvoir les produits dérivés (vêtements, bijoux et accessoires) de 3 films destinés au public féminin, Maléfique (2014) et Cendrillon (2015) de Disney et Le Voyage de cent pas (2014) de DreamWorks[71].
  - Disney Interactive annonce que trois jeux de Playdom seront désormais gérés par RockYou, Gardens of Time, Words of Wonder et City Girl[72].
  - Sortie du film Grizzlis de Disneynature
- 28 avril 2014, 
  - OLC annonce un plan d'investissements de 500 milliards de yens (3,5 milliards d'€) sur 10 ans dans ses parcs Disney et d'autres activités associées[73]
  - Disney et Shanghai Shendi Group annoncent ajouter 800 millions d'USD au budget du Shanghai Disney Resort pour augmenter le nombre d'attractions et offres[74].
- 29 avril 2014, Disney Channel lance un concours de scénaristes[75].

### Mai
- 2 mai 2014, le parc Disney's Animal Kingdom annonce Harambe Nghts une cérémonie nocturne du 7 juin au 9 août pour célébrer les 20 ans du Roi Lion avec une nouvelle salle accueillant Festival of the Lion King et des animations de rues[76]
- 5 mai 2014, 
  - profitant du succès du film La Reine des neiges (2013), Disney Cruise Line et Adventures by Disney annoncent des itinéraires en Norvège pour 2015[77].
  - Debby Ryan actrice vedette de la série Jessie passe derrière la caméra et réalise son premier épisode tandis que le personnage doit se marier avant la fin de la saison[78]
- 6 mai 2014, 
  - Walt Disney Records lance The Legacy Collection pour 2015, année de 12 anniversaires pour des films Disney[79]
  - Disney annonce le renommage de l'hôtel Disney's Polynesian Resort en plus de l'ajout des chambres de type Disney Vacation Club et de nouveaux restaurants[80]
  - conséquence du rachat par Disney, Omnicom signe un contrat publicitaire avec Maker Studios[81]
  - le 47 W. 66th Street, l'un des bâtiments du siège d'ABC à New York est baptisé Barbara Walters à la suite de l'annonce de son départ à la retraite un mois plus tôt[82].
- 8 mai 2014, 
  - après une semaine de diffusion dans les salles japonaises, le film La Reine des neiges récolte 156 millions d'USD (15,9 milliards de yen)[83].
  - Disney annonce une réorganisation de sa filiale numérique en Inde, Disney UTV Digital comprenant plusieurs dizaines de licenciement[84].
- 12 mai 2014, Disney achète pour 25,7 millions d'USD, 39 % de la société immobilière propriétaire du 200 Celebration Place, un bâtiment de 9 étages et 178 000 pieds carrés (16 537 m2) à Celebration en partie occupé par la Walt Disney World Company[85].
- 13 mai 2014, ABC annonce pour la saison prochaine des séries de Steven Spielberg, Shonda Rhimes et Marvel Television[86].
- 17 mai 2014, après le rachat par Disney, Lucasfilm stoppe la licence accordée à Dark Horse Comics depuis 20 ans, le dernier livre est prévu pour août[87]
- 19 mai 2014, Disney Cruise Line annonce de nouveaux itinéraires vers Hawaï pour 2015 après ceux effectués en 2012[88].
- 21 mai 2014, le câblo-opérateur scandinave Altibox signe un contrat de diffusion des chaînes de Walt Disney Television (Disney Channel, Disney XD, Disney Junior et Disney on Demand) et des séries d'ABC Studios avec Disney Nordic[89]
- 22 mai 2014, Disney Channel présente un nouveau logo international pour les 43 chaînes de par le monde[90]
- 25 mai 2014, ESPN lance de nouvelles offres proposant des matches de Major League Soccer en dehors des abonnements télévisuels[91].
- 26 mai 2014, Villages Nature finalise son financement de 360 millions d'€ et prévoit une ouverture en 2016[92]
- 28 mai 2014, 
  - Sortie nationale du film Maléfique en France
  - Disney et Sony vendent la société de VOD britannique FilmFlex fondée en 2005 à Vubiquity[93]
- 29 mai 2014, Disney Publishing Worldwide et Walt Disney Records lancent une application karaoké La Reine des neiges[94]
- 30 mai 2014, 
  - Sortie nationale du film Maléfique aux États-Unis
  - Disney annule le jeu Star Wars: Attack Squadrons[95].

### Juin
- 2 juin 2014, 
  - Disney annonce la suppression de 10 % des 380 employés de Maker Studios acheté récemment[96]
  - Disney-ABC ajoute la chaîne Disney Junior en Español au bouquet d'applications Watch Disney et lance qu'une application de dessins en espagnol[97]
- 3 juin 2014, Disney et Deezer lancent en France un espace de téléchargement des musiques de films du studio[98]
- 6 juin 2014, Disney annonce des animations au El Capitan Theatre du 18 juillet au 20 août à l'occasion de la sortie de Planes: Mission Canadair[99].
- 10 juin 2014, Walt Disney Television Animation annonce une série télévisée intitulée The Lion Guard prévue pour 2015 et étendant le monde du Roi lion[100],[101],[102].
- 13 juin 2014, 
  - Disney annonce avoir vendu pour 1 milliard d'USD de jeux et accessoires Disney Infinity en 10 mois[103].
  - Disney Theatrical annonce deux nouvelles adaptation de la comédie musicale Le Roi lion, l'une présentée au sein du Shanghai Disney Resort et l'autre à Mexico[104].
- 17 juin 2014, Univision annonce l'ajout de deux séries de Disney Junior à son bloc de programmes jeunesse du samedi, Planeta U[105].
- 18 juin 2014, Roy P. Disney au travers de Shamrock investit dans la société textile RevoLaze qui a développé une technique de laser imprimant des motifs sur ou vieillissant le jeans[106]
- 22 juin 2014, 
  - Disney Theatrical annonce la dernière représentation de la comédie musicale Newsies pour le 24 août 2014[107]
  - ESPN ouvre le premier des 5 plateaux de son nouveau studio numérique le Digital Center 2 à Bristol[108],[109]
- 23 juin 2014, Walt Disney Television Animation annonce le début de la production de Pickle and Peanut une comédie en animation prévue pour débuter en 2015 sur Disney XD[110]

### Juillet
- 1er juillet 2014, Disney annonce l'adaptation anglophone du jeu japonais Tsum Tsum développé pour Disney Japan ainsi que la sortie des jouets associés dans les Disney Store[111],[112]
- 3 juillet 2014, OLC annonce la création d'un compagnon félin nommé Gelatoni au personnage de Duffy the Disney Bear[113]
- 4 juillet 2014, Disney annonce présenter le film Planes 2 en avant-première au meeting aérien de Sunderland[114].
- 7 juillet 2014, 
  - Disney annonce le nom des 11 entreprises sélectionnées et le début du programme Disney Accelerator permettant de bénéficier de minimum 120 000 USD et des ressources de la société Disney[115],[116],[117]
  - Décès de Dickie Jones, voix originale de Pinocchio dans Pinocchio (1940)[118]
- 9 juillet 2014, 
  - Disney stoppe la vidéo à la demande sur iTunes au Japon en raison d'une mésentente sur le contrat[119],[120], ventes reprises une heure plus tard[121].
  - Disney Channel achète la série Lanfeust Quest pour la diffuser en Allemagne, en Espagne, en Turquie, en Italie, en Belgique, au Moyen-Orient et en Afrique[122].
- 10 juillet 2014, Ouverture officielle de l'attraction Ratatouille au parc Walt Disney Studios[123].
- 11 juillet 2014, Disney Publishing lance Disney Story Central, une bibliothèque numérique sous la forme d'un site multiplateforme avec des livres et des livres audio[124]
- 16 juillet 2014, 
  - Disney renouvelle et élargi son contrat multiplateforme avec le consortium de média américain NTTC ajoutant les applications Watch Disney et SEC Network[125].
  - le gouvernement indien accorde plusieurs autorisations d'investissements étrangers en Inde dont 180 millions d'USD par Disney Southeast Asia dans UTV[126]
- 17 juillet 2014, Disney et Netflix signent un contrat donnant l'exclusivité des nouveautés cinématographiques des studios Disney-Pixar-Marvel-Lucasfilm à Netflix au Canada[127].
- 18 juillet 2014, la direction de Walt Disney World Resort et six syndicats sont parvenus à un accord salarial valable jusqu'en 2020 dont l'un des points forts et l'augmentation du salaire horaire à 9$ dès 2014, puis 9,5$ en 2015 et 10$ en 2016[128]
- 20 juillet 2014, le Daily Express révèle que le gouvernement britannique a accordé 5,6 millions de £ à Disney en raison de la fiscalité révisée sur le cinéma[129].
- 21 juillet 2014, Disney et Kohl's annoncent D-Signed une collection de vêtements inspirés par les séries de Disney Channel[130].
- 22 juillet 2014, Disney annonce une campagne commerciale de 5 ans autour de La Reine des neiges[131].
- 24 juillet 2014, le CRTC valide l'achat pour 170 millions d'USD des chaînes canadiennes Family, Disney Channel et Disney Junior détenue par Bell Media par DHX Media[132].
- 25 juillet 2014, Disney et Philips annoncent des lampes à LED pour enfant vendues exclusivement en Inde sur le site Amazon[133]
- 29 juillet 2014, un poste de président Walt Disney Company Asia est créé pour superviser les opérations au Japon, en Corée du Sud, en Asie du Sud-Est et en Chine continentale[134] et les filiales associées comme Disney Southeast Asia et Walt Disney Japan.
- 30 juillet 2014, Disney Interactive et Nintendo confirment la sortie en Europe le 24 octobre du jeu Disney Magical World[135]
- 31 juillet 2014, un juge fédéral américain rejette la demande d'arrêt des poursuites faite par Disney dans le cadre de la violation de copyright par une bande-annonce du film La Reine des neiges d'un court métrage de Kelly Wilson[136]

### Août
- 1er août 2014, 
  - Disney et National Cable Television Cooperative (NCTC), une association de sociétés de cablo-opérateurs américains, renouvellent leur contrat de distribution des chaînes ABC-Disney-ESPN et des services associés[137]
  - Tom Wolber est nommé président d'Euro Disney tandis que Philippe Gas prend la présidence de Shanghai Disney Resort[138],[139].
- 4 août 2014, 
  - Disney et Suddenlink signent un contrat de distribution des chaînes ABC-Disney-ESPN et des services associés[140]
  - Disney Theatrical annonce la prolongation de Disney's Aladdin: The New Stage Musical du 4 janvier au 1er février 2015[20].
  - Disney lance une websérie numérique en 6 épisodes pour promouvoir le film Muppets Most Wanted et présentant l'envers du décor aux Studios Disney de Burbank[141].
- 8 août 2014, Disney Research présente une méthode permettant d'ajouter un aspect stylisé aux coiffures des statuettes en 3D[142]
- 9 août 2014, en raison d'un conflit entre Disney et Amazon.com sur les prix, ce dernier stoppe les précommandes de certains films dont Les Gardiens de la Galaxie[143]
- 11 août 2014, 
  - DisneyToon Studios licencie 17 des 60 postes à temps plein en raison des mauvais résultats de Planes 2 après deux vagues de départs en 2013[144].
  - Décès de l'acteur Robin Williams, à l'affiche de plusieurs films de Touchstone Pictures et d’Aladdin (1992)
- 13 août 2014, 
  - Radio Disney annonce la vente de ses 23 stations sauf à Los Angeles à compter du 26 septembre et sa transformation en radio numérique afin de suivre son public[145]
  - Walt Disney Animation Studios et ABC annoncent la diffusion le 2 septembre d'une émission d'une heure consacrée aux coulisses de la production de La Reine des neiges (2013)[146].
- 14 août 2014, Mediacom accepte de fournir la chaîne SEC Network à ses abonnés[147]
- 19 août 2014, Disney Interactive et Harmonix annoncent la disponibilité à la précommande de Fantasia: Music Evolved à compter du 20 octobre 2014[148]
- 20 août 2014, Disney et Mediacom signent un contrat de distribution des chaînes ABC-Disney-ESPN et des services associés[149].
- 21 août 2014, à la suite du changement de société de publicité en avril, Disney UK entame la recherche d'une entreprise de GRC pour le Royaume-Uni[150]
- 27 août 2014,
  - Le cablo-opérateur alaskain GCI membre de l'association NCTC signe un contrat de 7 ans avec Disney pour des chaînes et services ABC-Disney-ESPN à la suite du contrat signé au début du mois par l'association[151]
  - Disney dépose des brevets pour l'usage de drones hélicoptères appliqué aux attractions soutenant des écrans ou des éléments de marionnettes géantes mais aussi au sein de spectacles pyrotechniques[152].
- 29 août 2014, Vice Media, éditeur du magazine Vice et de sites internet, annonce l'achat par A&E Television Networks de 10 % de son capital pour 250 millions d'USD[153],[154]
- 30 août 2014,
  - Le gouvernement australien accorde une subvention de 21,6 millions d'USD pour le tournage de Pirates des Caraïbes 5 dans le Queensland[155]
  - le groupe de cinéma britannique Vue lance un programme de rediffusion des films Disney couplée à des promotions[156]

### Septembre
- 3 septembre 2014, Disney intente une action en justice pour violation de copyright à l'encontre de Deadmau5[157]
- 10 septembre 2014, Forbes annonce que les rénovations des Disney Store entamées au Royaume-Uni depuis 2010 ont permis de totaliser un chiffre d'affaires de 761,6 millions d'USD sur quatre ans[158]
- 11 septembre 2014,
  - Apple annonce un partenariat avec Disney dans le cadre du système de paiement Apple Pay[159]
  - Disney Theatrical accorde au Seattle Theatre Group le droit d'adapter plusieurs spectacles en version pour enfants dans le cadre du programme Broadway Junior[160].
- 12 septembre 2014,
  - Disney annonce un projet de nouvelles attractions Star Wars à Disneyland Paris[161]
  - Disney annonce une attraction basée sur La Reine des neiges (2013) dans le pavillon de la Norvège à Epcot[162]
- 15 septembre 2014,
  - L'extension de la ligne de métro desservant le Shanghai Disney Resort est achevée[163]
  - Disney avertit le gouvernement canadien à propos des réglementations en cours de négociations dans le domaine de la télévision pouvant menacer sa présence au Canada[164]
- 19 septembre 2014, Disney annonce la fermeture de l'attraction Studio Backlot Tour au Disney's Hollywood Studios le 27 septembre[165]
- 20 septembre 2014, le gouvernement britannique accorde une réduction d'impôts de 8 millions de £ aux studios Disney pour le tournage de Star Wars, épisode VII : Le Réveil de la Force au Royaume-Uni[166]
- 22 septembre 2014, 
  - Disney Theatrical annonce avoir battu le record des recettes pour une comédie musicale avec 6,2 milliards d'USD pour Le Roi lion[167],[168]
  - Un spectacle avec Mickey Mouse devient la première production Disney au Viêt Nam[169]
- 23 septembre 2014, Chevrolet annonce être le partenaire officiel du Shanghai Disney Resort pour les automobiles, sponsorisant une attraction non définie[170]
- 24 septembre 2014, Hasbro annonce avoir signé au détriment de Mattel un contrat avec Disney pour produire les poupées de La Reine des neiges[171].
- 26 septembre 2014, 
  - Isabella Tanikumi accuse Disney de plagiat et engage réclamant au studio 250 millions d'USD, pour avoir copié au moins 18 points de son autobiographie dans le film La Reine des neiges (2013)[172]
  - Marvel et la famille de Jack Kirby parviennent à un accord amiable dans le procès les opposants sur les droits d'auteurs du dessinateur quelques jours avant un examen par la cour suprême américaine[173]

### Octobre
- 1er octobre 2014, 
  - Disney et le fournisseur d'accès singapourien Toggle signent un contrat de distribution de vidéo à la demande[174].
  - The Guardian annonce que le studio Disney a reçu près de 170 millions de £ depuis 2007 en crédit d'impôts au Royaume-Uni[175].
  - À la suite d'un accord avec Disney Italie, Giunti Editore devient l'éditeur des titres papier et numérique de Disney Libri et des comics papiers de Marvel et Lucasfilm pour l'Italie[176].
- 2 octobre 2014, le contrat de Bob Iger comme président-directeur général de Disney est prolongé pour la seconde fois jusqu'en juin 2018[177]
- 6 octobre 2014, 
  - The Walt Disney Company annonce une recapitalisation et un renforcement de sa participation dans Euro Disney pour un montant d'environ 1 milliard d'euros, dont 420 millions en liquidité, et 600 millions par échange de dette[178].
  - la NBA prolonge les contrats de diffusions de Disney (ABC/ESPN) et Turner jusqu'en 2025[179].
- 8 octobre 2014, Marriott annonce construire à partir du 16 octobre deux hôtels dans une nouvelle zone de développement du Walt Disney World Resort nommée Flamingo Crossing et située à l'ouest du complexe[180]
- 9 octobre 2014, Selon le site Motfley Fool, Disney et ESPN pourraient proposer les retransmissions sportives de la NBA ou autres sous forme de vidéo à la demande, une révolution comparable à Netflix pour les séries[181].
- 12 octobre 2014, Disney Channel propose un bloc de programmes issus des productions de Maker Studios, récente filiale de Disney, intégrant pour certains programmes des vedettes de la chaîne Disney[182],[183].
- 13 octobre 2014, le prince Al-Walid confirme sa participation à l'augmentation de capital d'Euro Disney proposée début octobre par The Walt Disney Company[184].
- 14 octobre 2014, la station newyorkaise de Radio Disney (1560 AM) devrait être rachetée par Family Radio un groupe de média chrétien pour 12 millions d'USD, bien moins que les 40 millions d'USD payés en 2007 par Disney[185]
- 22 octobre 2014, à la suite des mauvais résultats du film John Carter (2012), Disney rétrocède ses droits d'adaptation[186].
- 24 octobre 2014, Disney annonce le démontage pour début 2015 du chapeau de Mickey l'apprenti sorcier installé dans le parc Disney's Hollywood Studios[187].
- 28 octobre 2014, les arguments de Stan Lee Media sont entendus par trois juges dans sa nouvelle plainte contre Marvel et Disney[188].
- 31 octobre 2014, 
  - Oriental Land Company annonce un projet de 4,5 milliards d'USD pour doubler la taille du Fantasyland de Tokyo Disneyland et l'ajout d'un nouveau land à Tokyo DisneySea[189].
  - Le fournisseur d'accès polonais Netia ajoute Disney Junior à son bouquet jeunesse[190].

### Novembre
- 2 novembre 2014, Marvel Studios dévoile la phase 3 de son univers cinématographique Marvel débutant en 2016[191].
- 3 novembre 2014, Disney Southeast Asia lance une campagne de promotion du complexe de Hong Kong Disneyland Resort en Thaïlande[192].
- 4 novembre 2014, 
  - Disney signe avec Apple et Google un accord pour que les vidéos achetées au travers de l'application Disney Movies Anywhere soient disponibles à la fois sur les plateformes iTunes et Google Play[193],[194],[195]
  - Disney annonce avoir vendu plus de 3 millions de robes de princesses issues du film La Reine des neiges et prévoit d'en vendre encore plus pour la fin de l'année[196],[197]
- 8 novembre 2014, Disney Parks and Resorts au travers de la Walt Disney World Company achète les 3 000 acres (12,14 km2) de Mira Lago dans les comtés d'Osceola et de Polk initialement prévus à l'urbanisation pour l'ajouter au Disney Wilderness Preserve afin de développer 350 acres (1,42 km2) supplémentaires du Walt Disney World Resort[198],[199],[200]
- 7 novembre 2014, Mark Stead annonce sur France Info, la rénovation de plusieurs attractions à Disneyland Paris et l'arrivée de Star Tours 2 pour 2017[201]
- 10 novembre 2014, Disney dément les rumeurs de parcs à Visakhapatnam en Inde[202].
- 14 novembre 2014, Disney annonce de nouveaux produits numériques dont l'application éducative Imagicademy, une refonte du site ESPN.com, une version iPhone de Disney Infinity et son catalogue de film sur le service VOD Vudu de Walmart[203]
- 15 novembre 2014, Disney-Marvel et Fox démentent les rumeurs associant l'arrêt du comics Les Quatre Fantastiques avec une quelconque discorde au sujet des droits d'adaptation cinématographique[204]
- 16 novembre 2014, Disney annonce avoir atteint pour la seconde fois les 4 milliards d'USD au box-office et deux semaines avant 2013[205],[206].
- 17 novembre 2014, Disney Theatrical propose désormais à ses spectateurs de New York de changer la date du billet jusqu'à 2 heures avant la représentation[207]
- 20 novembre 2014, 
  - le studio Disney confirme le tournage en Nouvelle-Zélande de janvier à avril 2015 d'un remake en images de synthèse de Peter et Elliott le dragon (1977)[208].
  - Disney dément les rumeurs de parc en Égypte[209]
- 21 novembre 2014, Disney Media et Disney Studios annoncent un partenariat plus important avec Shanghai Media Group dans la coproduction, distribution et commercialisation de productions télévisuelles et cinématographiques[210],[211],[212]
- 22 novembre 2014, Disney annonce une rénovation de 16 mois du Roy E. Disney Animation Bldg à Burbank pour  faire face à l'évolution des techniques d'animation[213]
- 23 novembre 2014, l'entrepreneur local Kevin Adell offre 3 millions d'USD pour la station WFDF de Radio Disney située à Flint, Michigan[214].
- 24 novembre 2014, 
  - À la suite d'un projet de loi visant à réduire à 20 % les participations étrangères, Disney pourrait se retirer du marché russe[215].
  - ESPN pourrait proposer des abonnements aux compétitions sportives directement par Internet sans abonnement aux chaînes câblées dès février 2015[216],[217]
- 26 novembre 2014, Disney et TCM annoncent un partenariat dans lequel TCM sponsorise la rénovation de l'attraction The Great Movie Ride du parc Disney's Hollywood Studios et en contrepartie pourra diffuser des productions Disney comme l'émission Le Monde merveilleux de Disney[218],[219],[220],[221]
- 28 novembre 2014, 
  - Disney Theatrical annonce que le spectacle Disney's Aladdin: The New Stage Musical sera présenté en Allemagne et à Tokyo en 2015, à Londres début 2016 et en Australie en 2016[222].
  - la première bande-annonce de Star Wars, épisode VII est diffusée dans une sélection de 30 cinémas à travers les États-Unis et le Canada, puis mise en ligne sur Internet[223].

### Décembre
- 3 décembre 2014, selon Variety la chaîne ABC Family pourrait subir en 2015 un renommage et une redéfinition de sa ligne de programmes[224]
- 5 décembre 2014, 
  - le laboratoire Disney Research annonce une nouvelle technique de mappage ton local afin d'améliorer l'imagerie à grande gamme dynamique sur les télévisions[225]
  - Disney Research dévoile une nouvelle méthode de capture de mouvement pour améliorer le rendu de l'iris et de la sclère des acteurs et le réalisme des yeux humains reproduits en images de synthèse[226],[227]
- 9 décembre 2014,
  - Disney est affecté par le Luxembourg Leaks[228],[229],[230],[231],[232],[233]
  - Disney Mobile s'associe au studio de développement singapourien Gumi Asia pour un jeu tiré du film Les Nouveaux Héros[234]
- 11 décembre 2014, la Bibliothèque nationale norvégienne annonce avoir retrouvé grâce à sa campagne de numérisation de ses fonds deux bobines du court métrage Empty Socks (1927) avec Oswald le lapin chanceux[235]
- 15 décembre 2014, une campagne de soutien à Disney Cinemagic est en cours en Espagne pour sauver la chaîne payante qui devrait s'arrêter début 2015[236]
- 17 décembre 2014, Disney renégocie son contrat avec Hulu et ajoute deux nouvelles séries X-Men et Resurrection[237]
- 19 décembre 2014, 
  - le Walt Disney Internet Group augmente la surface qu'elle loue au sein du Fourth and Madison Building à Seattle passant de 5 à 7 étages (sur 40) et totalisant 170 000 pieds carrés (15 794 m2)[238].
  - Disney et DirecTV annoncent poursuivre leurs négociations sur le contrat de diffusion décennal arrivé à échéance le 30 septembre tandis que Fox et DirecTV sont parvenus à un accord[239],[240].
- 22 décembre 2014, Disney et la NCTC signent leur premier contrat pluriannuel de rediffusion des 8 chaînes détenues par ABC sur le réseau du câblo-opérateur[241],[242],[243]
- 23 décembre 2014, Disney et DirecTV parviennent à un accord ajoutant les services de vidéo à la demande Watch ABC-Watch Disney-WatchESPN et les dernières chaînes du groupe Disney comme Fusion, Longhorn Network ou SEC Network[244],[245]
- 25 décembre 2014, la dernière plainte de Stan Lee Media contre Disney-Marvel est déboutée par un juge du Colorado[246].
- 30 décembre 2014, la marque indienne de casque audio Portronics se voit accorder une licence par Disney India pour des écouteurs Disney et Marvel[247]